# Cristoforo Caselli
Cristoforo Caselli genannt il Temperelli (* 1461 in Parma; † 25. Juni 1521 ebenda) war ein italienischer Maler.

## Biographie
Cristoforo Caselli wurde um das Jahr 1461 in Parma geboren. Das Künstlerhandwerk erlernte er bei Jacopo Loschi in seiner Geburtsstadt und in Venedig bei Giovanni Bellini. Er zählt neben Filippo Mazzola zu den bedeutendsten Vertretern der Parmenser Quattrocentomalerei. Caselli starb am 25. Juni 1521 in seiner Heimatstadt Parma.

## Werke (Auswahl)

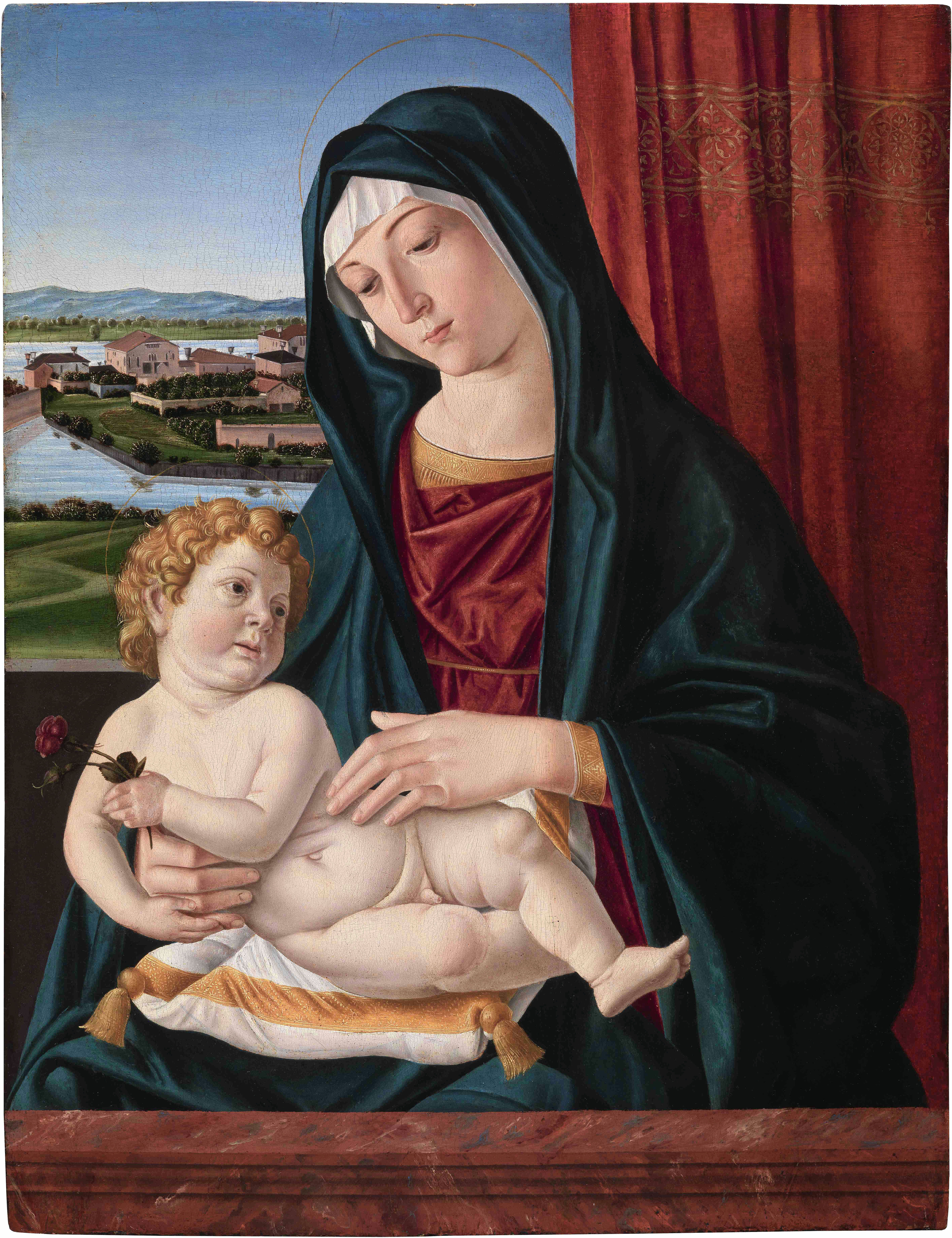
Maria mit Jesus, 1490
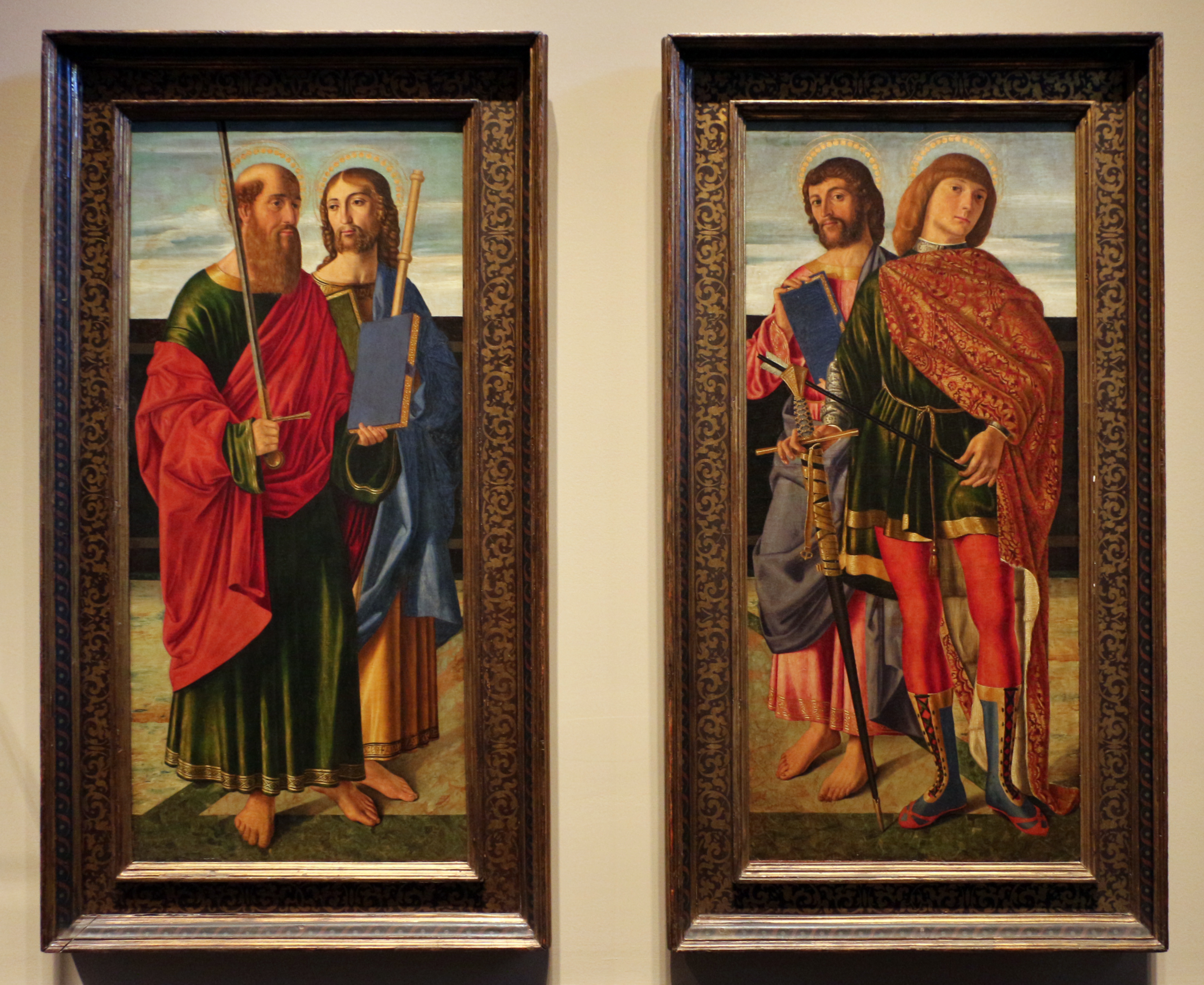
Cornalba Polyptychon, 1499
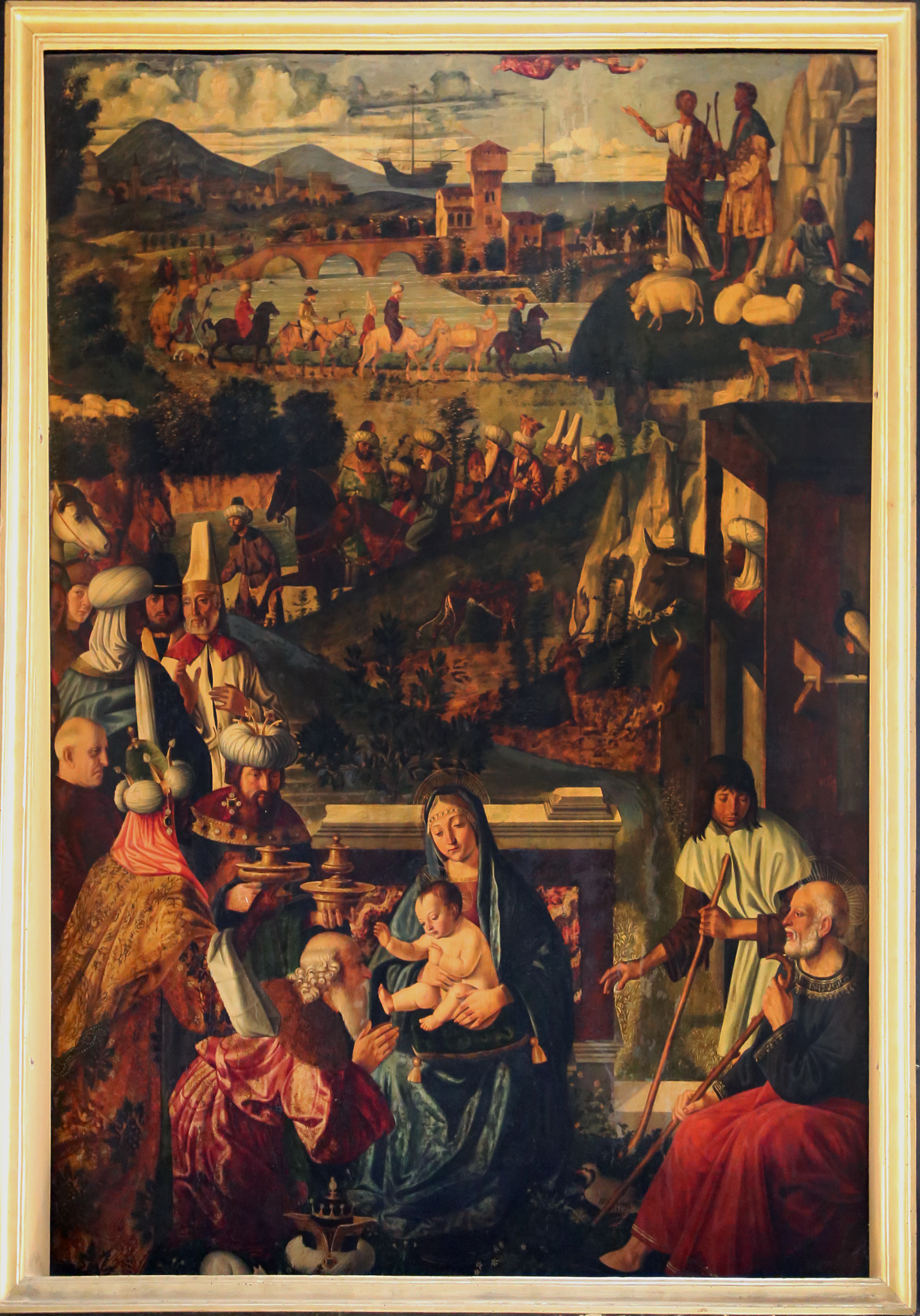
Anbetung Marias, 1499
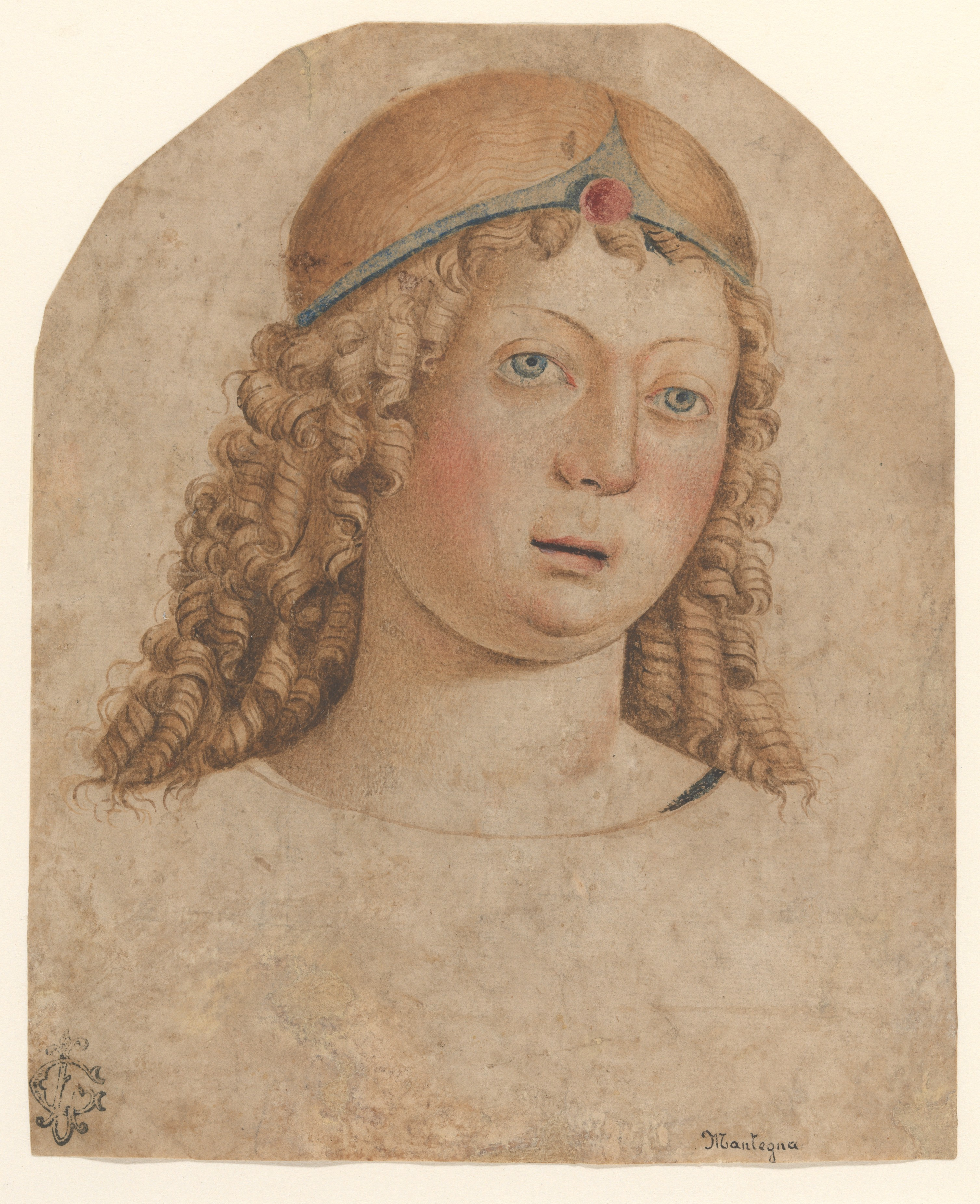
Kopf eines Jünglings mit Diadem, um 1500
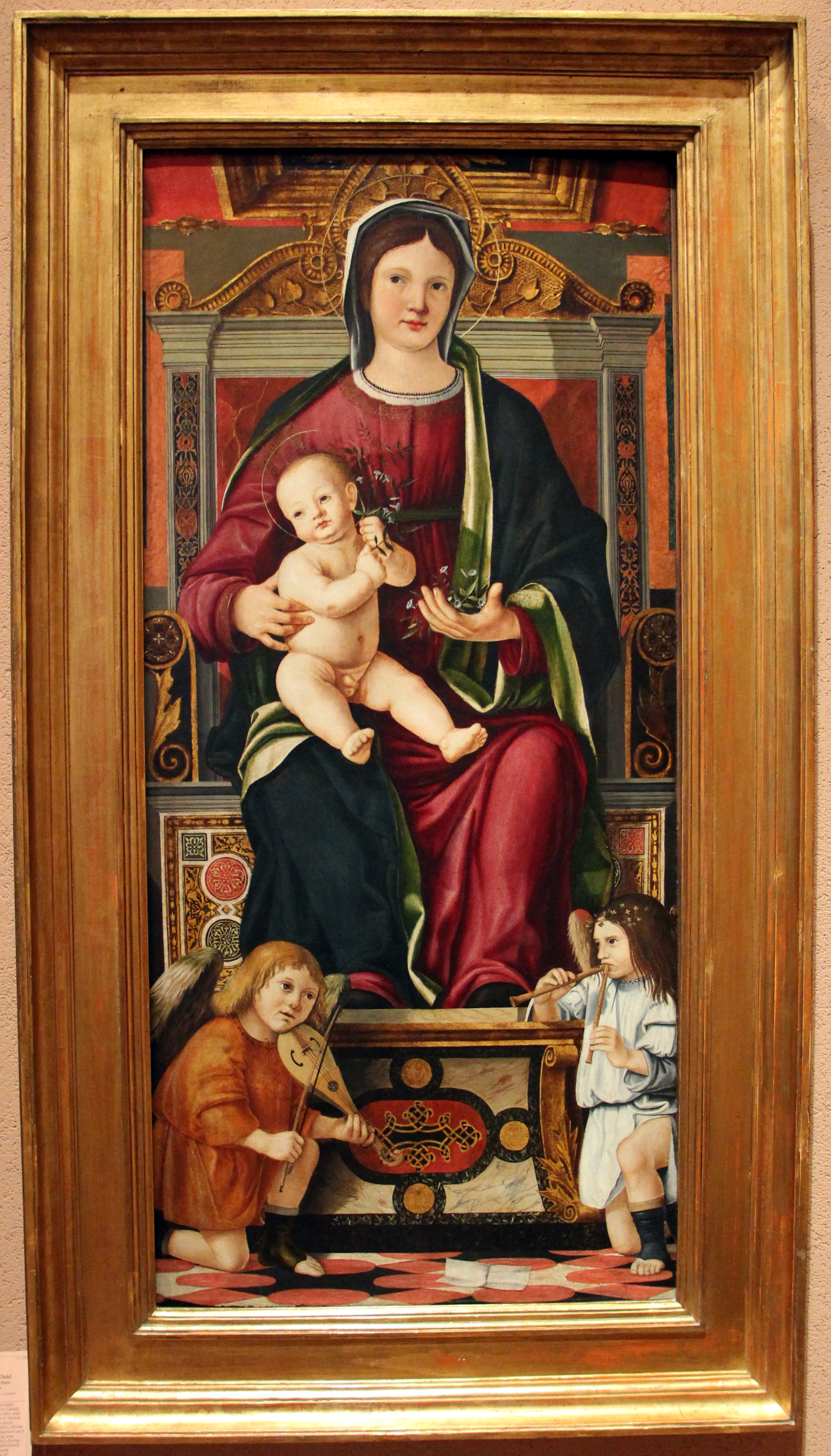
Maria mit Jesus, 1507–1510

Cristoforo Casellis Werke sind unter anderem im Museo Poldi Pezzoli in Mailand und im Palazzo della Cassa di Risparmio in Parma ausgestellt.